# John Hallam (cónego)
John Hallam DD (1728 - 26 de agosto de 1811) foi um cónego de Windsor de 1775 a 1811.

## Carreira
Ele foi educado na ''Boston Grammar School'' antes de ser transferido para o Eton College em 1743. Ele entrou no King's College, Cambridge em 1748  e graduou-se em BA em 1753, MA em 1756 e DD em 1781.
Ele foi nomeado:
- Deão de Bristol 1781-1800

Ele foi nomeado para a sexta bancada na Capela de São Jorge, Castelo de Windsor em 1775 e ocupou a canonaria até 1811.